# Ukraiński Sportowy Sojusz
Ukraiński Sportowy Sojusz (ukr. Український спортовий союз, w skrócie USS (УСС)) − nadrzędna organizacja ukraińskich klubów i sekcji sportowych, działających w II RP, założona w 1924 roku na bazie Sojuszu Zawodów (ukr. Змагового союзу), przy centrali "Sokił-Bat'ko" we Lwowie. Pierwszym prezesem Towarzystwa był Osyp Nawrocki.
USS regulował kulturę fizyczną i życie sportowe Galicji Wschodniej, organizował co roku zawody o mistrzostwo kraju w różnych dziedzinach sportowych, wprowadził "Nagrodę za postawę fizyczną" (1934–1939), organizował kontrolę lekarską sportowców (wspólnie z Ukraińskim Towarzystwem Lekarskim), w latach 1934–1935 wydawał pismo sportowe "Gotowi" (ukr. «Готові») oraz inne. USS obudził świadomość narodową poprzez aktywność fizyczną.
Latem 1937 roku władze polskie zlikwidowały Ukraiński Sportowy Sojusz za politykę antypaństwową. Wiele regionalnych stowarzyszeń i klubów sportowych wchodzących w skład związku automatycznie zaprzestało swojej działalności.
W czasie emigracji USS funkcjonował w Pradze (Czechosłowacja).